# Manifesto di Ventotene
Il Manifesto di Ventotene – che aveva come titolo originale Per un'Europa libera e unita. Progetto d'un manifesto  – è un documento per la promozione dell'unità politica europea scritto da Altiero Spinelli, Ernesto Rossi (con il contributo di  Eugenio Colorni) nel 1941 durante il periodo di confino presso l'isola di Ventotene, nel mar Tirreno, per poi essere pubblicato da Eugenio Colorni, che ne scrisse personalmente la prefazione.
È oggi considerato uno dei testi fondanti dell'Unione europea.
Mentre il precedente Pan-Europa, scritto da Kalergi nel 1922, auspicava un'unione europea a guida tecnocratica, il Manifesto di Ventotene prefigurava la necessità per l'ideologia europeista di istituire una federazione europea dotata di un parlamento e di un governo democratico con poteri reali in alcuni settori fondamentali, come economia e politica estera.

## Storia

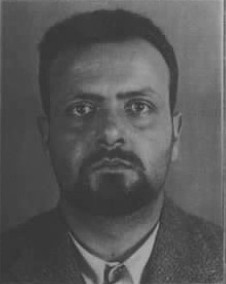
Altiero Spinelli in una foto segnaletica del Ministero dell'Interno durante il confino a Ventotene

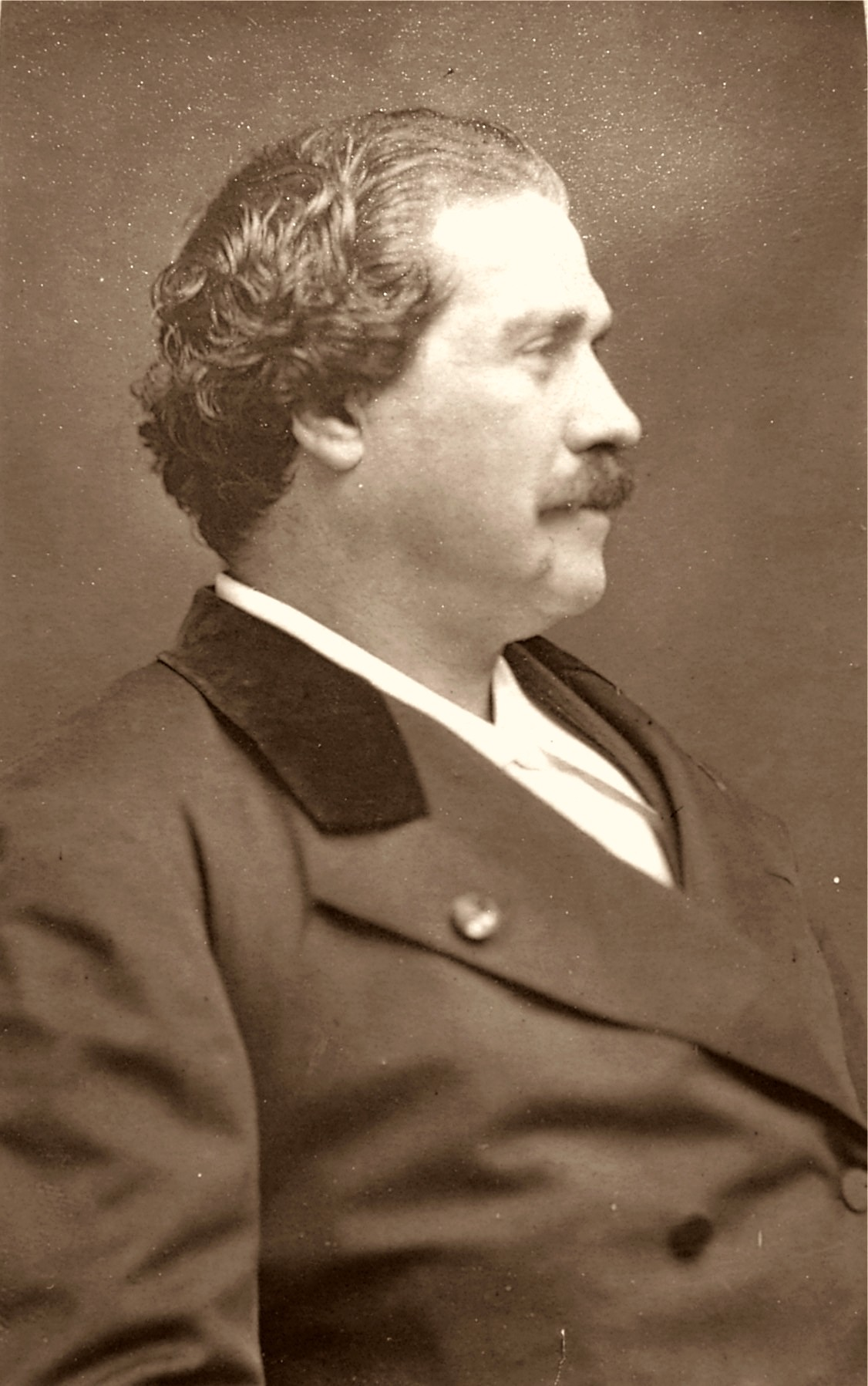
Ernesto Rossi

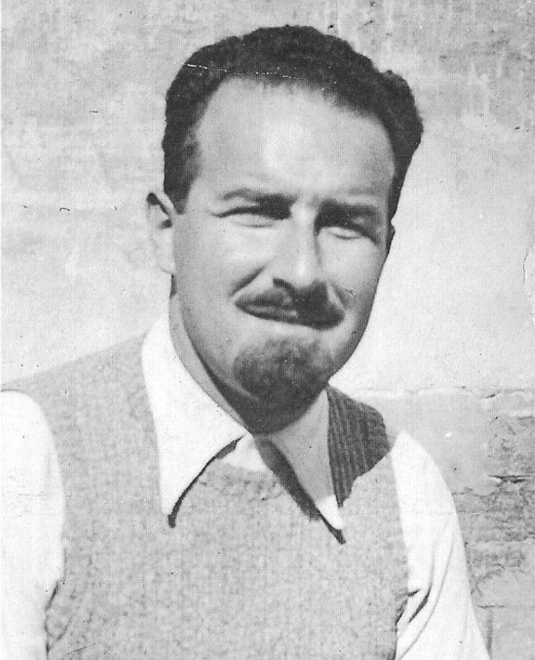
Eugenio Colorni

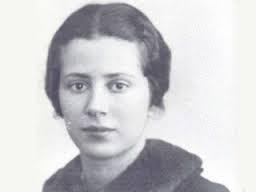
Ursula Hirschmann

Il Manifesto di Ventotene fu originariamente redatto da Altiero Spinelli (ex membro del PCI) ed Ernesto Rossi (co-fondatore di Giustizia e Libertà) nel 1941, quando per motivi politici furono confinati a Ventotene, nel mar Tirreno, come oppositori del regime fascista. Altri confinati antifascisti sull'isola contribuirono alle discussioni che portarono alla definizione del testo. In particolare quello, fondamentale, di Eugenio Colorni (socialista di origini ebraiche). All'epoca della stesura del testo erano confinate sull'isola circa 800 persone, 500 classificate come comunisti, 200 come anarchici e i restanti prevalentemente giellini e socialisti.
Originariamente articolato in quattro capitoli, il Manifesto fu poi diffuso clandestinamente. Nel 1944, poco prima di essere ucciso, Eugenio Colorni ne curò la redazione in tre capitoli: il primo (La crisi della civiltà moderna) e il secondo (Compiti del dopoguerra. L'unità europea) interamente elaborati da Spinelli, come anche la seconda parte del terzo (Compiti del dopoguerra. La riforma della società), mentre la prima parte di quest'ultimo venne definita da Rossi.
Il manifesto venne diffuso grazie ad alcune donne, tra le quali Ursula Hirschmann e Ada Rossi, che lo portarono sul continente dall'isola di Ventotene e lo fecero conoscere agli ambienti dell'opposizione di Roma e Milano.

## Descrizione
Il Manifesto propugna ideali di unificazione dell'Europa in senso federale, fondandosi sui concetti di pace e libertà kantiana e sulla teoria istituzionale del federalismo hamiltoniano.
Il titolo definitivo con cui l'opera è conosciuta oggigiorno fu assegnato da alcuni giornalisti viennesi.
Il valore del Manifesto di Ventotene risiede nel fatto di individuare con chiarezza che:
la linea di divisione fra i partiti progressisti e partiti reazionari cade perciò ormai, non lungo la linea formale della maggiore o minore democrazia, del maggiore o minore socialismo da istituire, ma lungo la sostanziale nuovissima linea che separa coloro che concepiscono, come campo centrale della lotta quello antico, cioè la conquista e le forme del potere politico nazionale, e che faranno, sia pure involontariamente il gioco delle forze reazionarie, lasciando che la lava incandescente delle passioni popolari torni a solidificarsi nel vecchio stampo e che risorgano le vecchie assurdità, e quelli che vedranno come compito centrale la creazione di un solido stato internazionale, che indirizzeranno verso questo scopo le forze popolari e, anche conquistato il potere nazionale, lo adopereranno in primissima linea come strumento per realizzare l'unità internazionale.
In altri termini, gli estensori del Manifesto sostenevano che fosse necessario creare una forza politica esterna ai partiti tradizionali, inevitabilmente legati alla lotta politica nazionale, e quindi incapaci di rispondere efficacemente alle sfide della crescente internazionalizzazione. Era necessario cioè un movimento che sapesse mobilitare tutte le forze popolari attive nei vari paesi al fine di far nascere uno Stato federale, con una propria forza armata e con
organi e mezzi sufficienti per far eseguire nei singoli stati federali le sue deliberazioni dirette a mantenere un ordine comune, pur lasciando agli stati stessi l'autonomia che consenta una plastica articolazione e lo sviluppo di una vita politica secondo le peculiari caratteristiche dei vari popoli.
Questa forza politica nacque poco tempo dopo, nell'agosto del 1943: il Movimento Federalista Europeo.

Sempre secondo gli autori, con l'avvento dell'era totalitaria lo sviluppo della civiltà moderna aveva subito un arresto. Un'Europa libera e unita, invece, avrebbe rappresentato inevitabilmente la premessa per il potenziamento di detta civiltà; però la riforma della società, volta a far riprendere immediatamente in pieno il processo storico contro la disuguaglianza e i privilegi sociali, doveva passare attraverso la rivoluzione europea, necessariamente socialista
cioè dovrà porsi l'emancipazione delle classi lavoratrici e la realizzazione per esse di condizioni più umane di vita.
Viene data la direttiva che deve essere seguita per formare una vita economica europea liberata dagli incubi del militarismo o del burocratismo nazionale; direttiva che si sostanzia nell'abolizione, limitazione, correzione o estensione caso per caso della proprietà privata. Il contenuto di tale direttiva viene dettagliato all'interno del Manifesto medesimo ed espresso in cinque punti definiti come cambiamenti necessari
per creare intorno al nuovo ordine un larghissimo strato di cittadini interessati al suo mantenimento, e per dare alla vita politica una consolidata impronta di libertà, impregnata di un forte senso di solidarietà sociale.
L'edizione del 1944 del Manifesto curata da Eugenio Colorni (che ha scritto inoltre una densa e opportuna prefazione) prese il titolo di "Problemi della Federazione Europea" e reca le iniziali, appunto, A.S. e E.R. Il volume fu stampato dalla Società anonima poligrafica italiana e stampato dalle Edizioni del Movimento italiano per la Federazione europea. Al testo furono aggiunti due saggi di Altiero Spinelli: Gli Stati Uniti d'Europa e le varie tendenze politiche, della seconda metà del 1942, e Politica marxista e politica federalista, del 1942-1943.

## Edizioni

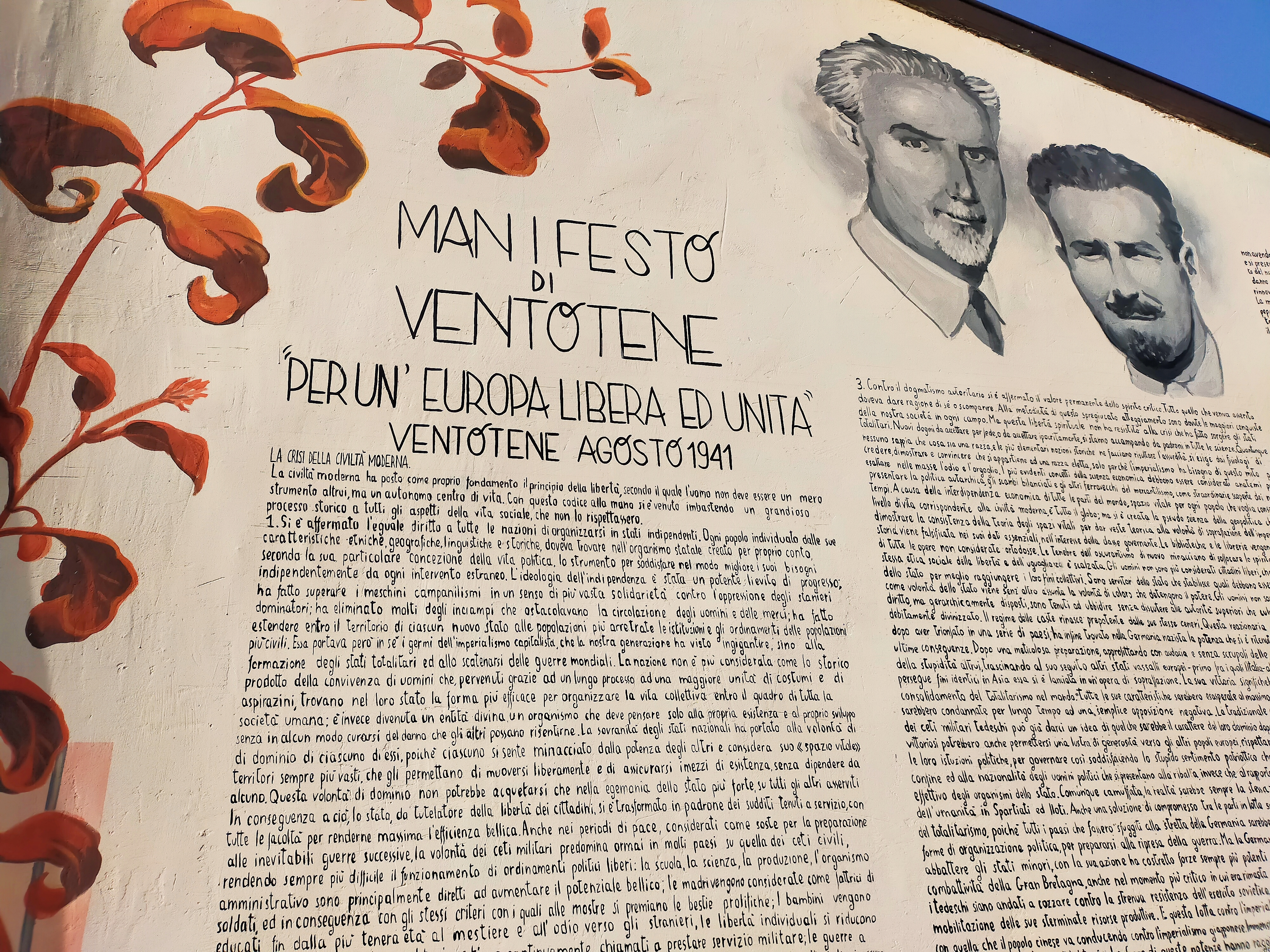
Dettaglio del murale realizzato nel 2024 ad Aielli, in Abruzzo

- Per un'Europa libera e unita. Progetto d'un manifesto, con Ernesto Rossi, 1941. [prima stesura del manifesto di Ventotene, perduto]
- Il Manifesto del Movimento Federalista Europeo. Elementi di discussione, in "Quaderni del Trattato Federalista Europeo", n. 1, agosto 1943. [seconda stesura del manifesto di Ventotene]
- Problemi della Federazione europea, con Ernesto Rossi, Roma, Edizioni del Movimento italiano per la Federazione europea, 1944. [terza stesura del manifesto di Ventotene]
- Il Manifesto di Ventotene, Altiero Spinelli e Ernesto Rossi, prefazione di Eugenio Colorni, Milano, Arnoldo Mondadori, 2006, ISBN 88-04-55792-3
- Il Manifesto di Ventotene in tutte le lingue dell’UE, su istitutospinelli.it, promosso dall’Università La Sapienza di Roma sotto il patrocinio del Presidente della Repubblica, Comitato nazionale per le celebrazioni del centesimo anniversario della nascita di Altiero Spinelli, 2007.
- Il Manifesto di Ventotene / The Ventotene Manifesto, Altiero Spinelli e Ernesto Rossi, prefazione di Eugenio Colorni. Presentazione di Laura Boldrini e introduzioni di Lucio Levi e Pier Virgilio Dastoli. Editrice Ultima spiaggia, I edizione luglio 2016, collana "Granelli di sabbia" a cura di Nicola Vallinoto. In lingua italiana e inglese. Codice ISBN 9788898607136 [I edizione esaurita].
- Il Manifesto di Ventotene / The Ventotene Manifesto, Altiero Spinelli e Ernesto Rossi, prefazione di Eugenio Colorni. Presentazione di Josep Borrell e introduzioni di Lucio Levi e Pier Virgilio Dastoli. Editrice Ultima spiaggia, II edizione aggiornata luglio 2021, collana "Granelli di sabbia" a cura di Nicola Vallinoto. In lingua italiana e inglese. Codice ISBN 9788898607136
- Il Manifesto di Ventotene / Le Manifeste de Ventotene, Altiero Spinelli e Ernesto Rossi, prefazione di Eugenio Colorni. Presentazione di Enrico Letta e introduzioni di Lucio Levi e Pier Virgilio Dastoli. Editrice Ultima spiaggia, I edizione luglio 2021, collana "Granelli di sabbia" a cura di Nicola Vallinoto. In lingua italiana e francese. Codice ISBN 9788898607358
- Il Manifesto di Ventotene / Маніфест Behtotehe, Altiero Spinelli e Ernesto Rossi, prefazione di Eugenio Colorni. Presentazione di Mario Leone e introduzione di Shylo M., Opryshko O. Editrice Ultima spiaggia, I edizione settembre 2022. In lingua italiana e ucraina. Codice ISBN 889860744X
- Per un'Europa libera e unita Il manifesto di Ventotene / Le manifeste de Ventotene / The Ventotene manifesto, Altiero Spinelli e Ernesto Rossi, presentazione di Pietro Grasso, Presidente del Senato della Repubblica. Senato della Repubblica, Ufficio delle Informazioni parlamentari, dell'archivio e delle pubblicazioni del Senato, 2017. In lingua italiana, francese ed inglese.
- Il Manifesto di Ventotene, Altiero Spinelli e Ernesto Rossi. Presentazioni di Alberto Giordano, Mario Leone e Simone Tedeschi, Edizioni Epoké, 2024. ISBN 9788831327855